# Jimmy Endeley
Jimmy Endeley född 3 september 1971 i Sofielund, Malmö, är en svensk skådespelare och polis.

## Biografi
Endeley började som liten i Studioteaterns barngrupper. Han utbildades vid Skara Skolscen 1990–1991 och utexaminerades från Teaterhögskolan i Stockholm 1995. 
Under sin utbildningstid medverkade han i Jean Genets Balkongen på Teaterhögskolan samt i En midsommarnattsdröm i regi av Peter Oskarson. Han har varit engagerad vid Folkteatern i Gävle, Uppsala Stadsteater, Stockholms stadsteater, Dramaten och Teater Västmanland. Han filmdebuterade 1996 i Geir Hansteen-Jörgensens kortfilm Nöd ut.
Senare bytte Endeley karriär och blev polis. Han arbetar som dialogpolis, och i den rollen har han kopplats in vid demonstrationer, till exempel på antirestriktionsdemonstrationer under coronapandemin eller när Rasmus Paludan genomfört koranbränningar i Sverige.
Hans pappa kommer från Kamerun och hans mamma kommer från Sverige.

## Teater

### Roller (ej komplett)
| År   | Roll                 | Produktion                                   | Regi                 | Teater                                    |
| ---- | -------------------- | -------------------------------------------- | -------------------- | ----------------------------------------- |
| 1995 | Puck                 | En midsommarnattsdröm William Shakespeare    | Peter Oskarson Ma Ke | Orionteatern/ Teaterhögskolan i Stockholm |
| 2000 | Robin                | Muntra fruarna i Windsor William Shakespeare | Ronny Danielsson     | Stockholms stadsteater                    |
| 2003 | Hertigen av Cornwall | Kung Lear William Shakespeare                | Stefan Larsson       | Dramaten                                  |
| 2008 | Kid                  | Cash Mats Kjelbye                            | Olof Hanson          | Teater Västmanland                        |
| 2009 |                      | Nu, i morgon! Annika Thor                    | Maria Löfgren        | Teater Västmanland                        |
| 2004 | Pete Juden           | A Clockwork Orange 2004 Anthony Burgess      | Kasper Bech Holten   | Dramaten                                  |

- Så här var det - Teater Playhouse,
- Guantanamo - Stockholms Stadsteater,
- Baal - Dramaten,[10]
- Festen - Dramaten,[10]
- En blå apelsin - Dramaten,[10]
- Henrik IV - Stockholms Stadsteater,
- Och sanden ropar.. Orionteatern,
- Tunnelbanan - Uppsala Stadsteater,
- Blodsbröder - Gävle Folkteater,
- Ingen som jag - Gävle Folkteater,
- Angelo och Rosanna - Stockholms Stadsteater,
- En midsommarnattsdröm - Orionteatern,
- Angels in America - Malmö Stadsteater

## Filmografi (urval)
- 1996 - Nöd ut
- 1996 - En fyra för tre (TV-serie, gästroll)
- 1999 - Ingen som jag (TV)
- 2001 - Beck - Hämndens pris
- 2001 - Beck - Mannen utan ansikte (TV)
- 2002 - Beck - Kartellen (TV)
- 2002 - Beck - Sista vittnet
- 2002 - Beck - Enslingen (TV)
- 2002 - Beck - Okänd avsändare (TV)
- 2002 - Beck - Annonsmannen (TV)
- 2002 - Stackars Tom (TV-serie)
- 2002 - Beck - Pojken i glaskulan (TV)
- 2002 - Beck - Sista vittnet (TV)
- 2018 – Gråzon (TV-serie)